# Metting
Metting – miejscowość i gmina we Francji, w regionie Grand Est, w departamencie Mozela.
Według danych na rok 1990 gminę zamieszkiwało 306 osób, a gęstość zaludnienia wynosiła 59 osób/km² (wśród 2335 gmin Lotaryngii Metting plasuje się na 744. miejscu pod względem liczby ludności, natomiast pod względem powierzchni na miejscu 993.).